# Passerelle Emmanuelle-Riva
Pour les articles homonymes, voir Richerand.
La passerelle Emmanuelle-Riva est une passerelle piétonne franchissant le canal Saint-Martin, dans le 10e arrondissement de Paris.

## Situation et accès
La passerelle Emmanuelle-Riva franchit le bassin des Marais du canal Saint-Martin à hauteur de l'avenue Richerand sur la rive gauche, et des rues Jean-Poulmarch, de Marseille et Beaurepaire sur la rive droite.

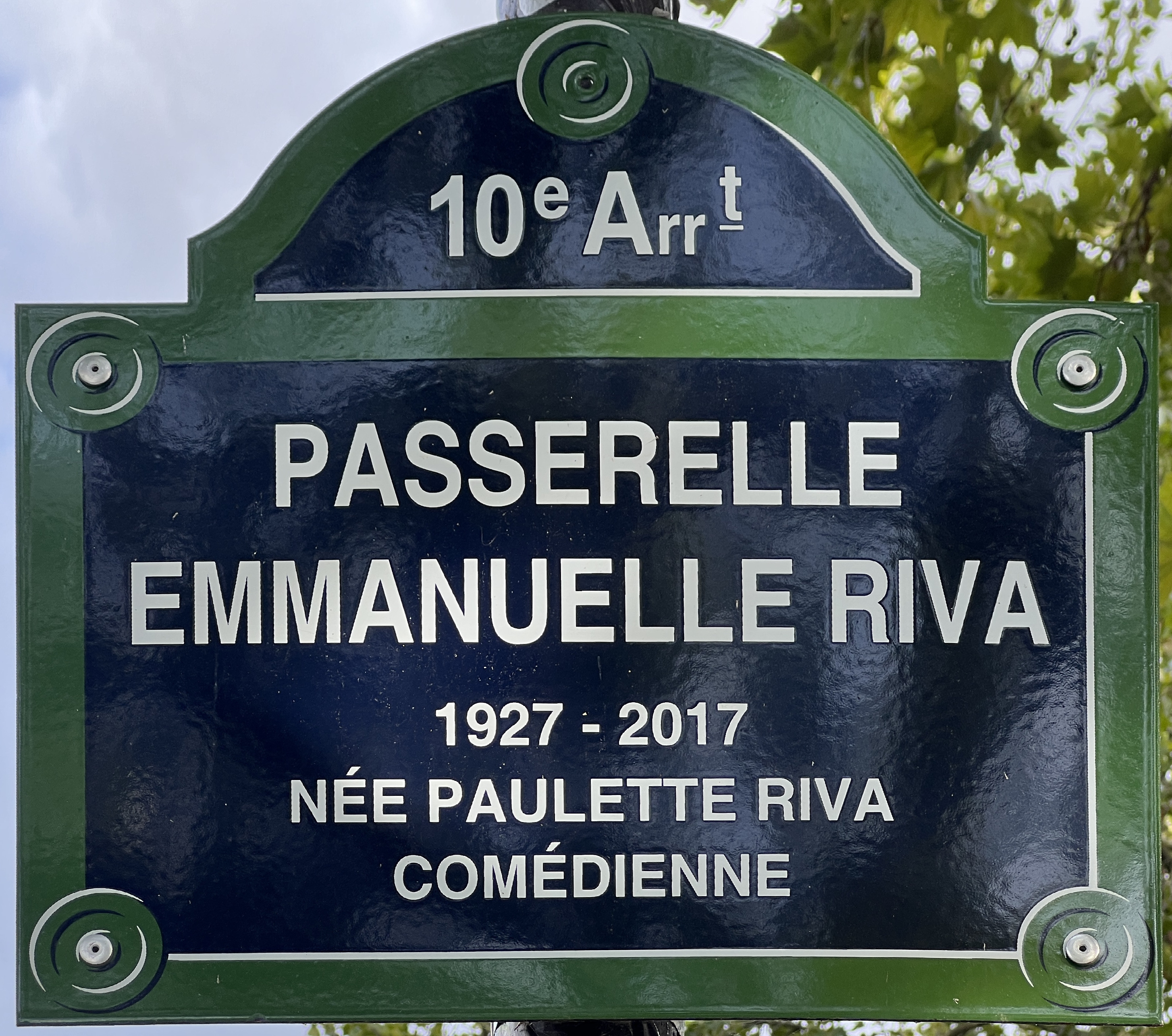
Plaque de la passerelle Emmanuelle Riva.

Ce site est desservi par les stations de métro Jacques Bonsergent, République et Goncourt.

## Origine du nom
Elle pôrte le nom de l'actrice française Emmanuelle Riva (1927-2017).

## Description

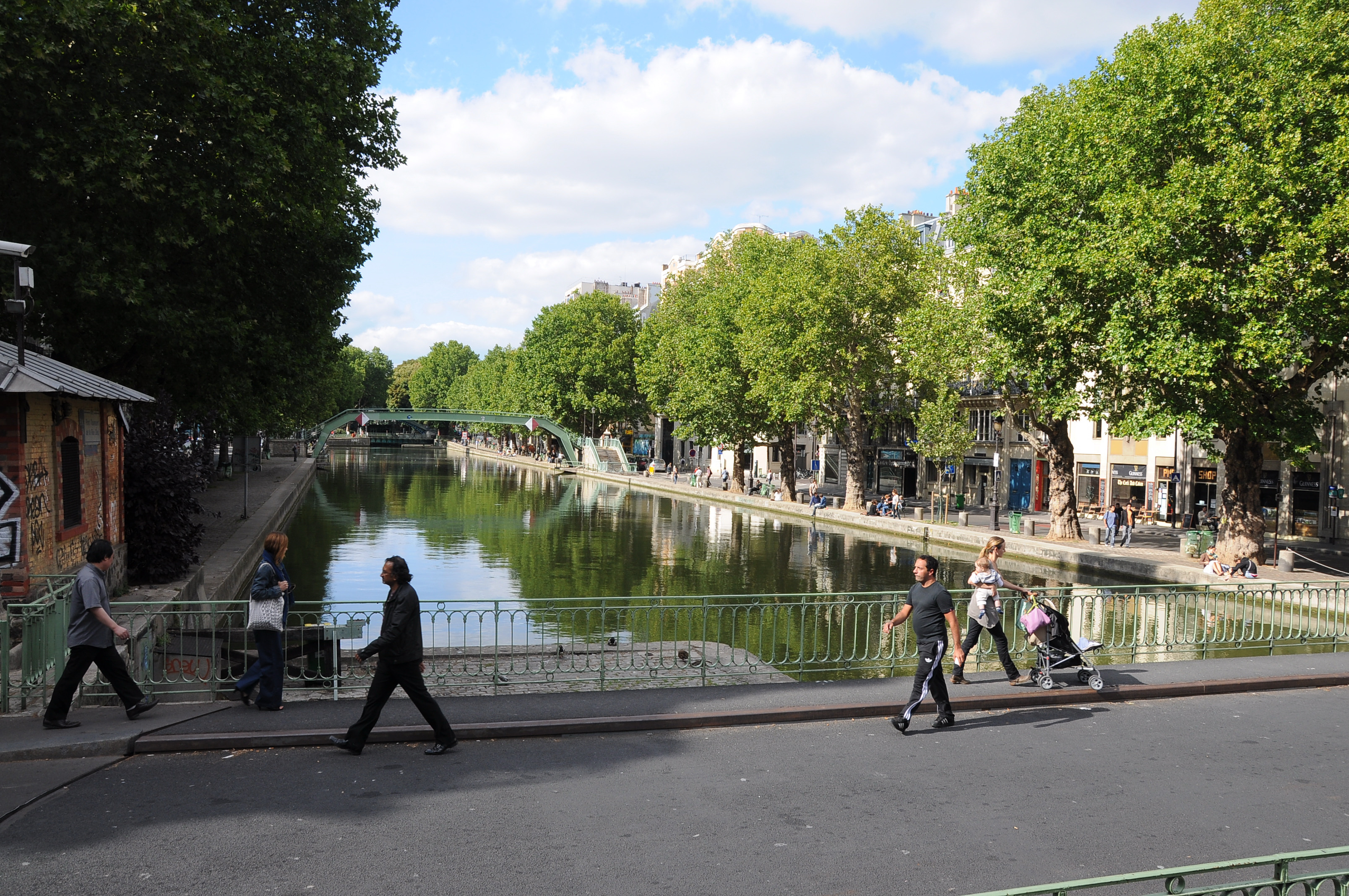
Vue depuis le pont tournant de la rue Dieu.

La passerelle est constituée de deux grandes poutres reconstituées et soudées formant les béquilles et le garde-corps du tablier ; les escaliers d'accès sont aménagés pour moitié sur des piles de maçonnerie de part et d'autre du canal et pour moitié entre les grandes poutres.
Elle offre des points de vue sur le canal, recensés par la mairie de Paris, à travers ses suggestions de balades du site web Que faire à Paris ?.

## Historique
D'abord dénommée « passerelle Richerand », du nom de l'avenue qui y mène depuis le quai de Jemmapes, elle prend son nom actuel en 2022.